# Henri Czaplinski
Henri Czaplinski (* 1889 in Aleksandrów Kujawski; Todesdatum und -ort unbekannt) war ein polnisch-jüdischer Geiger und Musikpädagoge.
Czaplinski war vor dem Zweiten Weltkrieg ein international bekannter Geiger. Von 1922 bis 1923 war er Professor am Hambourger Conservatory in Toronto, wo Harry Adaskin zu seinen Schülern zählte. Zwischen 1925 und 1927 war er Erster Violinist des Philadelphia Symphony Orchestra. Später wirkte er als Professor an den Konservatorien von Krakau und Lemberg. 1940 wurde er vom NKWD verhaftet und verbrachte sieben Monate im NKWD-Gefängnis von Bialystok. Bei einem deutschen Bombardement gelang ihm am 13. Juli 1941 die Flucht. Er arbeitete dann als Übersetzer in verschiedenen Leitstellen der Luftwaffe in Weißrussland, bis er sich im März 1943 bei Minsk einer Partisanenbrigade anschloss. Auf Grund seiner Übersetzertätigkeit wurde er im Mai 1943 unter dem Verdacht, ein deutscher Spion zu sein, nach Moskau an Abakumows militärischen Nachrichtendienst SMERSCH überstellt. Über sein weiteres Schicksal ist nichts bekannt; vermutlich wurde er in der Haft ermordet.